# Luxemburgers
Luxemburgers zijn een meertalig volk dat oorspronkelijk woonachtig was in het Hertogdom Luxemburg, maar door de verdelingen van dat land onder de aangrenzende landen Frankrijk, Duitsland en België en verhuizing naar voornamelijk de Verenigde Staten leven hun nakomelingen voor een belangrijk deel in het buitenland. Het grootste deel (300.000) woont tegenwoordig echter in Luxemburg. De meeste Luxemburgers hebben Luxemburgs als moedertaal (in Luxemburg ongeveer 80%, 10% heeft Frans als eerste taal).